# Taalunie
Een taalunie is een organisatie van landen die een gemeenschappelijke taal of verwante talen hebben. Een dergelijke organisatie houdt zich meestal bezig met taalregulering of het komen tot een gemeenschappelijke taal en schrift. Daarnaast hebben deze organisaties vaak een cultureel karakter.
Er zijn verscheidene taalunies actief in de wereld, waaronder de Nederlandse Taalunie, die het Nederlands reguleert voor zo'n 24 miljoen sprekers. Voor het Frans met zo'n 190 miljoen sprekers is er de Francophonie. Het Portugees heeft de CPLP voor ongeveer 230 miljoen mensen. De Romaanse talen, waar het Frans en het Portugees onder vallen, hebben ook nog een overkoepelende organisatie, de Latijnse Unie. De Turkstalige landen hebben TÜRKSOY, dat zich tot nu toe vooral bezighoudt met het creëren van een enkel schrift voor alle Turkse talen, wat niet meevalt, aangezien de 180 miljoen sprekers van een Turkse taal tot nu toe gebruikmaken van vier verschillende schriftsystemen.

## Galerij

Leden van de Francophonie
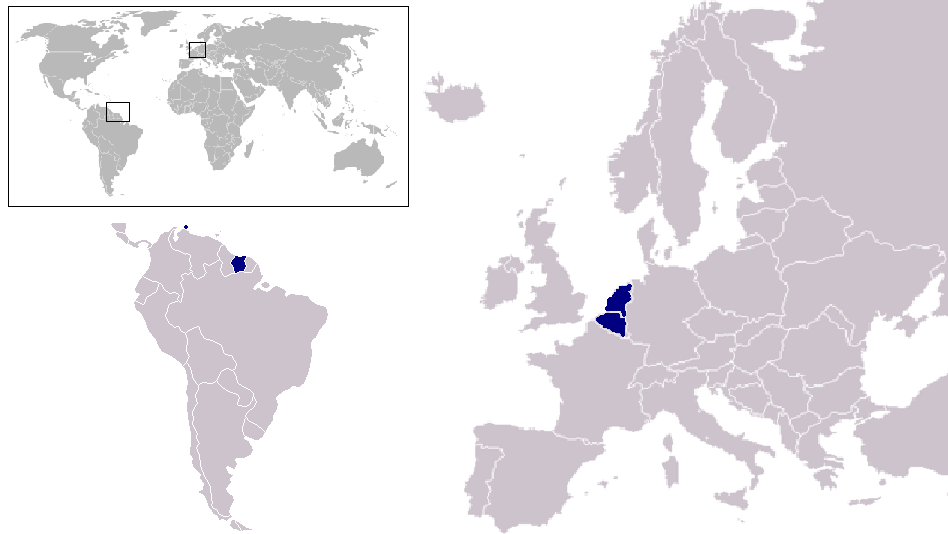
Leden van de Nederlandse Taalunie
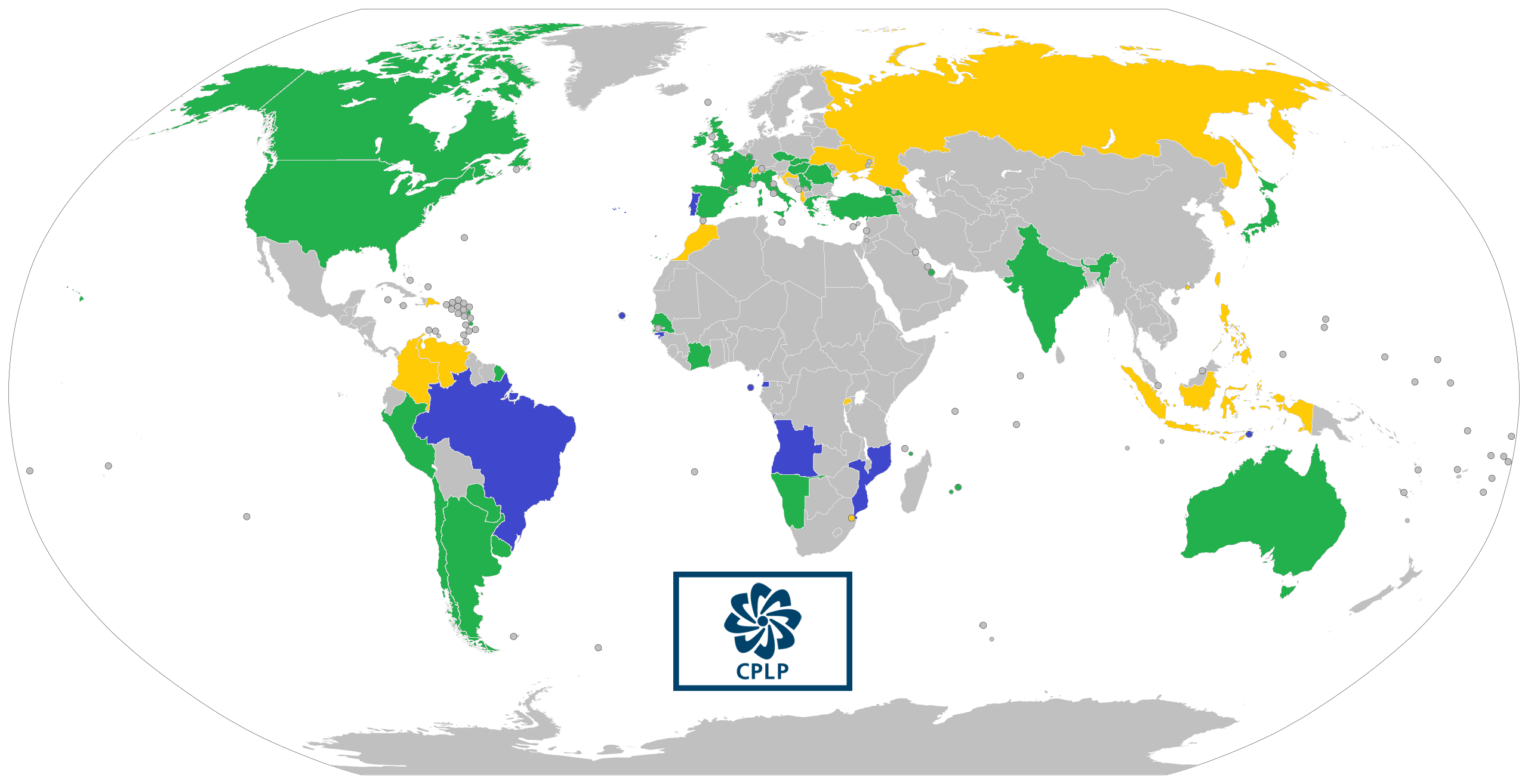
Gemeenschap van Portugeessprekende landen
Leden van de Latijnse Unie
Leden van Turksoy

Afrikaans · 
Frans · Nederlands · 
Portugees · 
Romaans · 
Turks

Hispanidad · 
Hispanofonie · 
Lusophonia